# Candlemass sjunger Sigge Fürst
Candlemass sjunger Sigge Fürst är en EP av Candlemass, släppt 1993. Den innehåller uteslutande material skrivet av Ulf Peder Olrog och som i första hand förknippats med Sigge Fürst. Materialet är producerat av Leif Edling och Rex Gisslén.

## Låtlista
1. "Bullfest" (Ulf Peder Olrog) - 3:16
2. "Samling vid pumpen" (Ulf Peder Olrog) - 2:48
3. "Bröllop på Hulda Johanssons pensionat" (Ulf Peder Olrog) - 2:46
4. "Tjo och tjim och inget annat" (Ulf Peder Olrog) - 2:47